# James Norton (actor)
James Geoffrey Ian Norton (Londres, 18 de julio de 1985) es un actor británico, conocido principalmente por haber dado vida al príncipe Andréi Bolkonsky en la miniserie War and Peace y actualmente por interpretar a Tommy Lee Royce en la miniserie Happy Valley y a Sidney Chambers en Grantchester.

## Primeros años
Sus padres Hugh B Norton y Lavinia J. Norton fueron maestros y su hermana menor Jessica Norton es médico.
James estudió en la Real Academia de Arte Dramático (RADA) en Londres, donde se graduó en 2010.  Fue miembro del club de teatro The Marlowe Society en Cambridge.

## Carrera
En 2010 se unió al elenco de la obra "That Face", donde interpretó a Henry. James ha dicho que uno de sus actores favoritos es el actor irlandés Michael Fassbender. En 2013 apareció en la película Rush, donde dio vida al piloto de la fórmula 1 Guy Edwards. Ese mismo año apareció como invitado en la popular serie británica Doctor Who, donde interpretó a Onegin. En 2014 se unió al elenco principal de la miniserie Happy Valley, donde interpreta a Tommy Lee Royce hasta ahora. James también se unió al elenco principal de la nueva serie Grantchester, donde interpretó al reverendo Sidney Chambers hasta la cuarta temporada. Ese mismo año interpretó al vikingo Bjorn en la película Northmen: A Viking Saga. En 2015 se unió al elenco principal de la miniserie Life in Squares, donde interpretó al famoso pintor escocés Duncan Grant, uno de los miembros del famoso grupo de Bloomsbury. Ese mismo año apareció en el nuevo drama de la BBC1, Lady Chatterley's Lover, donde interpretó a Lord Clifford Chatterley. En 2016 se unió al elenco principal de la miniserie War and Peace, donde interpretó al príncipe Andréi Bolkonsky. En mayo del mismo año se anunció que se había unido al elenco principal de la película Flatliners. A principios de agosto del mismo año se anunció que James se había unido al elenco principal de la serie McMafia, donde dará vida a Alex Godman.

## Vida personal
Norton es diabético.
Desde 2016 sale con la actriz irlandesa Jessie Buckley, hasta el 2017.
Del 2018 al 2023 tuvo una relación con la actriz británica Imogen Poots.

## Filmografía

### Series de televisión
| Año             | Título                            | Personaje                 | Notas                        |
| --------------- | --------------------------------- | ------------------------- | ---------------------------- |
| 2025            | Dos familias                      | Pete Riley                | 4 episodios                  |
| 2021            | The Nevers                        | Hugo Swan                 | 6 episodios                  |
| 2016 - presente | McMafia                           | Alex Godman               | -                            |
| 2014 - 2018     | Grantchester                      | Rev. Sidney Chambers      | 16 episodios                 |
| 2014 - presente | Happy Valley                      | Tommy Lee Royce           | 12 episodios - miniserie     |
| 2016            | Black Mirror                      | Ryan                      | episodio "Nosedive"          |
| 2016            | War and Peace                     | Príncipe Andréi Bolkonsky | 6 episodios - miniserie      |
| 2015            | Life in Squares                   | Duncan Grant (de joven)   | 3 episodios - miniserie      |
| 2014            | The Great War: The People's Story | Will Martin               | episodio # 1.3 - miniserie   |
| 2013            | Death Comes to Pemberley          | Henry Alveston            | 3 episodios - miniserie      |
| 2013            | By Any Means                      | Michael Prence            | episodio # 1.1               |
| 2013            | Doctor Who                        | Onegin                    | episodio "Cold War"          |
| 2013            | Blandings                         | Jimmy Belford             | episodio "Pig-Hoo-o-o-o-ey"  |
| 2012            | Inspector George Gently           | James Blackstone          | episodio "Gently with Class" |

### Películas
| Año  | Título                           | Personaje               | Notas |
| ---- | -------------------------------- | ----------------------- | --- |
| 2024 | Bob Marley: One Love             | Chris Blackwell         | junto a Kingsley Ben-Adir y Lashana Lynch |
| 2023 | Ex-Husbands                      | Nick Pearce             | |
| 2021 | La apariencia de las cosas       | George Claire           | junto a Amanda Seyfried, Natalia Dyer, Rhea Seehorn y Karen Allen                                                                                                   |
| 2019 | Mujercitas                       | John Brooke             | junto a Meryl Streep, Saoirse Ronan, Timothée Chalamet, Florence Pugh, Eliza Scanlen.Laura Dern, Emma Watson, Louis Garrel, Bob Odenkirk, Chris Cooper y Abby Quinn |
| 2019 | Mr. Jones                        | George Orwell           | junto a Vanessa Kirby, Peter Sarsgaard, Kenneth Cranham, Joseph Mawle y Celyn Jones                                                                                 |
| 2017 | Flatliners                       | Jamie                   | junto a Diego Luna, Ellen Page y Nina Dobrev |
| 2015 | Lady Chatterley's Lover          | Sir Clifford Chatterley | junto a Holliday Grainger, Richard Madden, Jodie Comer y Enzo Cilenti                                                                                               |
| 2014 | Hollow                           | Hombre Solitario        | corto - junto a James Floyd, Barrie Martin, Keith Ackerman y Alexandra Mackie                                                                                       |
| 2014 | Bonobo                           | Ralph                   | junto a Will Tudor, Carolyn Pickles, Josie Lawrence, Orlando Seale, Tessa Peake-Jones y Eleanor Wyld                                                                |
| 2014 | Northmen: A Viking Saga          | Bjorn                   | junto a Tom Hopper, Ken Duken, Ryan Kwanten, Ed Skrein, Charlie Murphy, Leo Gregory y Nic Rasenti                                                                   |
| 2014 | Mr. Turner                       | Francis Willoughby      | junto a Timothy Spall, Dorothy Atkinson, Marion Bailey, Ruth Sheen, Lesley Manville y Martin Savage                                                                 |
| 2013 | Belle                            | Oliver Ashford          | junto a Matt Goode, Sam Reid, Emily Watson, Tom Wilkinson, Sarah Gadon y Miranda Richardson                                                                         |
| 2013 | Rush                             | Guy Edwards             | junto a Chris Hemsworth, Daniel Brühl, Olivia Wilde, Natalie Dormer, Pierfrancesco Favino y Tom Wlaschiha                                                           |
| 2012 | On This Island                   | Hadrian                 | corto - junto a Joanna Benecke y James Northcote |
| 2012 | Restless                         | Kolia                   | junto a Hayley Atwell, Rufus Sewell, Michelle Dockery, Michael Gambon y Charlotte Rampling                                                                          |
| 2012 | Cheerful Weather for the Wedding | Owen                    | junto a Elizabeth McGovern, Felicity Jones, Luke Treadaway, Joanna Hole y John Standing                                                                             |
| 2009 | Kapital                          | Hugo                    | corto - junto a Rob MacPherson y Fred Ridgeway |
| 2009 | An Education                     | Estudiante              | junto a Peter Sarsgaard, Emma Thompson, Dominic Cooper, Olivia Williams, Alfred Molina y Rosamund Pike                                                              |

### Videojuegos
| Año  | Juego                   | Personaje | Notas                           |
| ---- | ----------------------- | --------- | ------------------------------- |
| 2015 | Dragon Age: Inquisition | Cole      | prestó su voz para el personaje |

### Teatro
| Año         | Obra               | Personaje        | Director (a) | Teatro                 | Notas                                                                     |
| ----------- | ------------------ | ---------------- | ------------ | ---------------------- | ------------------------------------------------------------------------- |
| 2016        | Bug                | Peter            | -            | -                      | junto a Kate Fleetwood                                                    |
| 2011 - 2012 | The Lion in Winter | Geoffrey         | -            | Theatre Royal          | junto a Joanna Lumley y Robert Lindsay                                    |
| 2011        | Journey's End      | Capitán Stanhope | -            | Duke of York's Theatre | junto a Tim Chipping, Christian Patterson, Graham Butler y Dominic Mafham |
| 2010        | That Face          | Henry            | -            | Crucible Theatre       | junto a Frances Barber, Leila Mimmack y Alistair Petrie                   |
| 2010        | Posh               | Miles Richards   | -            | Royal Court Theatre    | junto a Fiona Button                                                      |
| 2007        | Cymbeline          | Posthumus        | Trevor Nunn  | Cambridge Arts Theatre | -                                                                         |

## Premios y nominaciones
| Año  | Categoría                           | Premio                             | Serie / Juegos          | Resultado |
| ---- | ----------------------------------- | ---------------------------------- | ----------------------- | --------- |
| 2015 | Best Supporting Actor               | BAFTA TV Award                     | Happy Valley            | Nominado  |
| 2015 | Best Vocal Ensemble in a Video Game | BTVA Video Game Voice Acting Award | Dragon Age: Inquisition | Ganadores |
| 2014 | Best Supporting Actor               | Dagger Award                       | Happy Valley            | Ganador   |